# سبع رسائل إلى أم كلثوم
سبع رسائل إلى أم كلثوم هي رواية للصحفي والروائي علاء حليحل، صدرت عن الأهلية للنشر عام 2023. تقع في 256 صفحة. حصدت الرواية جائزة كتارا للرواية العربية للعام 2024.

## عن الرواية
تتحدث الرواية عن عائلة صغيرة في قرية جليليّة، تبدأ يوم 8 ديسمبر 1987، اليوم الذي اندلعت فيه الانتفاضة الفلسطينيّة الأولى، وأثر الانتفاضة على المجتمع في القرية والتغييرات الحياتية التي تطرأ على حياة الناس العاديين في ظل الأحداث السياسية الكبيرة في الداخل الفلسطيني، وحول مفهوم العائلة والحب. تُكسر روتينية هذا السرد عبر رسائل البوح من هاجر لحكاية خذلانها من حبيبها الأول الهارب، ومن زوجها المنصاع المتخاذل، وحبها لولديها، ومحاولاتها في أن يكونا حرّين من تشويه علاقات القرية المتخلفة الراضخة للاحتلال تحت الخط الأخضر.
تسعى الرواية لمعالجة قضية الوجود الإنساني للفرد بكل مركباته وتعقيداته، وفي حقه بالحياة دون التعدي على حرية الآخرين، بعيداً عن التنظيرات والفلسفات قريباً من الواقع وتفاصيله اليومية البسيطة. كما تظل قضية علاقة الرجل والمرأة إحدى القضايا التي تشغل الناس عامة وقد أخذت حيّزا من فكر الفلاسفة والأنبياء، فتتباين المواقف بين شعب وآخر وبين إنسان وآخر تجاهها.

## الشخصيات الرئيسية
- مصطفى، الأب ذو الخمسة وأربعون عام، رجل امتثاليّ يريد العيش بسلام ولا يتدخّل في السياسة.
- هاجر، الأم ذو الخمسة وثلاثون عام، المهتمة بالأخبار السياسية، وأمام مناظر القمع والضرب والقتل الآتية من الضفة الغربيّة وغزّة تكتب في دفترها الصغير مشاعرها وقصائدها لفلسطين والشهداء والحبّ، إلى جانب رسائل طويلة تكتبها لأم كلثوم.[7]
- جمال، حبيب هاجر السّابق الذي غادر البلاد قبل 9 سنوات للدراسة في ألمانيا، وليستقرّ هناك متخليًا عن حبيبته الأولى.[8]
- يزن ونور أبناء مصطفى وهاجر.